# Ringgold County
Ringgold County är ett administrativt område i delstaten Iowa, USA. År 2010 hade countyt 5 131 invånare. Den administrativa huvudorten (county seat) är Mount Ayr.

## Geografi
Enligt United States Census Bureau har countyt en total area på 1 396 km². 1 393 km² av den arean är land och 3 km² är vatten.

### Angränsande countyn
- Union County - norr
- Decatur County - öst
- Harrison County, Missouri - sydost
- Worth County, Missouri - sydväst
- Taylor County - väst